# Lanterns
Lanterns är en kommande amerikansk TV-serie, baserad på DC Comics med Green Lantern-karaktärerna Hal Jordan och John Stewart. Den är producerad av DC Studios och Warner Bros. Television, och kommer bli den tredje serien i DC Universe (DCU).
Serien är planerad att ha premiär på streamingtjänsten HBO Max i början av 2026 och kommer bestå av åtta avsnitt.

## Handling
Green Lanterns är intergalaktiska fredsbevarare som bär ringar som ger dem extraordinära krafter. Serien följer den erfarna Lantern Hal Jordan och nyrekryten John Stewart när de utreder ett mord i Nebraska, vilket leder dem till mörkare mysterier och uppgörelser.

## Rollista (i urval)
- Kyle Chandler – Hal Jordan[5]
- Aaron Pierre – John Stewart[5]
- Kelly Macdonald – sheriff Kerry[5]
- Nathan Fillion – Guy Gardner[6]
- Garret Dillahunt – William Macon[5]
- Poorna Jagannathan – Zoe[5]

## Produktion
Den 31 januari 2023 presenterade James Gunn och Peter Safran de första projekten i deras nya DC Universe, som början med det första kapitlet Gods and Monsters. Inspelningarna påbörjades i mitten av februari 2025 i Los Angeles.